# Bilel Ifa
Bilel Ifa (ur. 9 marca 1990 w Arjanie) – piłkarz tunezyjski grający na pozycji obrońcy.

## Kariera klubowa
Ifa pochodzi z miasta Arjana, a karierę piłkarską rozpoczął w Tunisie, w tamtejszym klubie Club Africain Tunis. W 2007 roku zadebiutował w jego barwach w rozgrywkach pierwszej lidze tunezyjskiej. W 2008 roku wywalczył wraz z Club Africain swoje pierwsze w karierze mistrzostwo kraju oraz wygrał Puchar Mistrzów Afryki Północnej.

## Kariera reprezentacyjna
W reprezentacji Tunezji Ifa zadebiutował w 2008 roku. W 2010 roku został powołany do kadry na Puchar Narodów Afryki 2010, jednak był tam rezerwowym i nie rozegrał żadnego spotkania.